# Список наград и номинаций Келли Кларксон
Список наград американской певицы и актрисы Келли Кларксон (англ. Kelly Clarkson) включает в себя премии и номинации, полученные ею с момента начала её карьеры в 2002 году.

## Academy of Country Music Awards
| Год  | Номинируемая работа                          | Категория                | Результат | Ссылка |
| ---- | -------------------------------------------- | ------------------------ | --------- | ------ |
| 2008 | «Because of You» (с Рибой Макинтайр)         | Вокальное событие года   | Номинация | [ 1 ]  |
| 2012 | «Don’t You Wanna Stay» (с Джейсоном Алдином) | Сингл года               | Победа    | [ 2 ]  |
| 2012 | «Don’t You Wanna Stay» (с Джейсоном Алдином) | Вокальное событие года   | Победа    | [ 2 ]  |
| 2013 | «Don't Rush» (с Винс Гиллом)                 | Вокальное событие года   | Номинация | [ 3 ]  |
| 2019 | «Keeping Score» (с Dan + Shay)               | Музыкальное событие года | Номинация | [ 4 ]  |

## American Country Awards
| Год  | Номинируемая работа                          | Категория                                 | Результат | Ссылка |
| ---- | -------------------------------------------- | ----------------------------------------- | --------- | ------ |
| 2011 | «Don’t You Wanna Stay» (с Джейсоном Алдином) | Сингл года: вокальная коллаборация        | Победа    | [ 5 ]  |
| 2011 | «Don’t You Wanna Stay» (с Джейсоном Алдином) | Видео года: группа, дуэт или коллаборация | Победа    | [ 5 ]  |
| 2013 | Келли Кларксон                               | Исполнительница года                      | Номинация | [ 6 ]  |
| 2013 | «Don't Rush» (с Винс Гиллом)                 | Лучший сингл-коллаборация                 | Номинация | [ 6 ]  |

## American Music Awards
| Год  | Номинируемая работа | Категория                         | Результат | Ссылка |
| ---- | ------------------- | --------------------------------- | --------- | ------ |
| 2003 | Келли Кларксон      | Любимый новый поп/рок-артист      | Номинация | [ 7 ]  |
| 2005 | Келли Кларксон      | Лучший артист года                | Победа    | [ 8 ]  |
| 2005 | Келли Кларксон      | Любимая поп/рок-певица            | Номинация | [ 8 ]  |
| 2005 | Келли Кларксон      | Любимый артист Adult contemporary | Победа    | [ 8 ]  |
| 2005 | Breakaway           | Любимый поп/рок-альбом            | Номинация | [ 8 ]  |
| 2006 | Келли Кларксон      | Любимая поп/рок-певица            | Победа    | [ 9 ]  |
| 2006 | Келли Кларксон      | Любимый артист Adult contemporary | Победа    | [ 9 ]  |
| 2012 | Келли Кларксон      | Любимая поп/рок-певица            | Номинация | [ 10 ] |
| 2012 | Келли Кларксон      | Любимый артист Adult contemporary | Номинация | [ 10 ] |

## AOL Instant Messenger Best Musical Buddy Award
Компания AOL проводила голосование с целью выяснить, какого музыканта публика хотела бы видеть у себя в друзьях в AOL Instant Messenger.
| Год  | Номинируемая работа | Категория                | Результат | Ссылка |
| ---- | ------------------- | ------------------------ | --------- | ------ |
| 2005 | Келли Кларксон      | AIM Лучший друг-музыкант | Победа    | [ 11 ] |

## AOL Moviegoer Awards
| Год  | Номинируемая работа        | Категория              | Результат | Ссылка |
| ---- | -------------------------- | ---------------------- | --------- | ------ |
| 2003 | «The Trouble with Love Is» | Самая популярная песня | Победа    | [ 12 ] |

## ASCAP Music Awards

### ASCAP Country Music Awards
| Год  | Номинируемая работа | Категория               | Результат | Ссылка |
| ---- | ------------------- | ----------------------- | --------- | ------ |
| 2008 | «Because of You»    | Самая исполняемая песня | Победа    | [ 13 ] |

### ASCAP Pop Music Awards
| Год  | Номинируемая работа       | Категория               | Результат | Ссылка |
| ---- | ------------------------- | ----------------------- | --------- | ------ |
| 2006 | «Behind These Hazel Eyes» | Самая исполняемая песня | Победа    | [ 14 ] |
| 2007 | «Because of You»          | Песня года              | Победа    | [ 15 ] |
| 2007 | «Because of You»          | Самая исполняемая песня | Победа    | [ 16 ] |
| 2007 | «Behind These Hazel Eyes» | Самая исполняемая песня | Победа    | [ 16 ] |
| 2007 | «Walk Away»               | Самая исполняемая песня | Победа    | [ 16 ] |
| 2010 | «Already Gone»            | Самая исполняемая песня | Победа    | [ 17 ] |
| 2011 | «Already Gone»            | Самая исполняемая песня | Победа    | [ 18 ] |
| 2014 | «Catch My Breath»         | Самая исполняемая песня | Победа    | [ 19 ] |

## Billboard Awards

### Billboard Music Awards
| Год  | Номинируемая работа | Категория                           | Результат | Ссылка               |
| ---- | ------------------- | ----------------------------------- | --------- | -------------------- |
| 2005 | Келли Кларксон      | Лучший артист                       | Номинация | [ 20 ] [ 21 ] [ 22 ] |
| 2005 | Келли Кларксон      | Лучший женский альбом Billboard 200 | Номинация | [ 20 ] [ 21 ] [ 22 ] |
| 2005 | «Since U Been Gone» | Лучшая песня Hot 100                | Номинация | [ 20 ] [ 21 ] [ 22 ] |
| 2005 | «Since U Been Gone» | Лучшая песня Radio Songs            | Номинация | [ 20 ] [ 21 ] [ 22 ] |
| 2005 | «Since U Been Gone» | Лучшая песня Digital Songs          | Номинация | [ 20 ] [ 21 ] [ 22 ] |

### Billboard Women in Music
| Год  | Номинируемая работа | Категория         | Результат | Ссылка |
| ---- | ------------------- | ----------------- | --------- | ------ |
| 2017 | Келли Кларксон      | Премия Powerhouse | Победа    | [ 23 ] |

## Bravo Otto
| Год  | Номинируемая работа | Категория     | Результат | Ссылка |
| ---- | ------------------- | ------------- | --------- | ------ |
| 2005 | Келли Кларксон      | Лучшая певица | Серебро   | [ 24 ] |

## Brit Awards
| Год  | Номинируемая работа | Категория                     | Результат | Ссылка |
| ---- | ------------------- | ----------------------------- | --------- | ------ |
| 2006 | Келли Кларксон      | Лучшая поп-исполнительница    | Номинация | [ 25 ] |
| 2006 | Келли Кларксон      | Лучшая международная солистка | Номинация | [ 25 ] |

## Country Music Association Awards
| Год  | Номинируемая работа                          | Категория                | Результат | Ссылка |
| ---- | -------------------------------------------- | ------------------------ | --------- | ------ |
| 2007 | «Because of You» (с Рибой Макинтайр)         | Музыкальное событие года | Номинация | [ 26 ] |
| 2011 | «Don’t You Wanna Stay» (с Джейсоном Алдином) | Сингл года               | Номинация | [ 26 ] |
| 2011 | «Don’t You Wanna Stay» (с Джейсоном Алдином) | Музыкальное событие года | Победа    | [ 26 ] |
| 2012 | Келли Кларксон                               | Вокалистка года          | Номинация | [ 26 ] |
| 2013 | Келли Кларксон                               | Вокалистка года          | Номинация | [ 26 ] |
| 2013 | «Don't Rush» (с Винс Гиллом)                 | Музыкальное событие года | Номинация | [ 26 ] |

## Critics' Choice Real TV Awards
| Год  | Номинируемая работа                                              | Категория           | Результат | Ссылка |
| ---- | ---------------------------------------------------------------- | ------------------- | --------- | ------ |
| 2022 | «Шоу Келли Кларксон», шоу «Голос» и «Конкурс Американской песни» | Женщина-звезда года | Номинация | [ 27 ] |

## Dorian Awards
| Год  | Номинируемая работа | Категория                              | Результат | Ссылка |
| ---- | ------------------- | -------------------------------------- | --------- | ------ |
| 2016 | «Piece by Piece»    | Лучшее музыкальное ТВ выступление года | Номинация | [ 28 ] |

## Echo Awards
| Год  | Номинируемая работа | Категория                             | Результат | Ссылка |
| ---- | ------------------- | ------------------------------------- | --------- | ------ |
| 2007 | Келли Кларксон      | Лучшая международная рок/поп артистка | Номинация | [ 29 ] |

## GLAAD Media Awards
| Год  | Номинируемая работа  | Категория                                 | Результат | Ссылка        |
| ---- | -------------------- | ----------------------------------------- | --------- | ------------- |
| 2023 | «Шоу Келли Кларксон» | Выдающееся разнообразие в эпизоде ток-шоу | Номинация | [ 30 ]        |
| 2024 | «Шоу Келли Кларксон» | Выдающееся разнообразие в эпизоде ток-шоу | Номинация | [ 31 ] [ 32 ] |

## MTV Video Music Awards
| Год  | Номинируемая работа              | Категория                            | Результат | Ссылка        |
| ---- | -------------------------------- | ------------------------------------ | --------- | ------------- |
| 2003 | «Miss Independent»               | Лучшее видео дебютанта               | Номинация | [ 33 ]        |
| 2003 | «Miss Independent»               | Лучшее поп-видео                     | Номинация | [ 33 ]        |
| 2003 | «Miss Independent»               | Выбор зрителей                       | Номинация | [ 33 ]        |
| 2005 | «Since U Been Gone»              | Лучшее женское видео                 | Победа    | [ 34 ]        |
| 2005 | «Since U Been Gone»              | Лучшее поп-видео                     | Победа    | [ 34 ]        |
| 2005 | «Since U Been Gone»              | Выбор зрителей                       | Номинация | [ 34 ]        |
| 2006 | «Because of You»                 | Лучшее женское видео                 | Победа    | [ 35 ] [ 36 ] |
| 2006 | «Because of You»                 | Выбор зрителей                       | Номинация | [ 35 ] [ 36 ] |
| 2009 | «My Life Would Suck Without You» | Лучшее женское видео                 | Номинация | [ 37 ]        |
| 2012 | «Dark Side»                      | Лучшее видео с социальным подтекстом | Номинация | [ 38 ]        |
| 2013 | «People Like Us»                 | Лучшее видео с социальным подтекстом | Номинация | [ 39 ]        |

## iHeartRadio Music Awards
| Год  | Номинируемая работа                         | Категория           | Результат | Ссылка |
| ---- | ------------------------------------------- | ------------------- | --------- | ------ |
| 2016 | Кавер на песню «Bitch Better Have My Money» | Лучшая кавер-версия | Номинация | [ 40 ] |
| 2017 | Кавер на песню «Love on the Brain»          | Лучшая кавер-версия | Номинация | [ 41 ] |

## International Dance Music Awards
| Год  | Номинируемая работа | Категория                            | Результат | Ссылка |
| ---- | ------------------- | ------------------------------------ | --------- | ------ |
| 2006 | «Since U Been Gone» | Лучший танцевальный трек в жанре поп | Номинация | [ 42 ] |

## Los 40 Music Awards
Данная премия также известна под названием Los Premios 40 Principales и является главной музыкальной премией в Испании.
| Год  | Номинируемая работа | Категория                           | Результат | Ссылка |
| ---- | ------------------- | ----------------------------------- | --------- | ------ |
| 2006 | Келли Кларксон      | Лучшая новая международная артистка | Номинация | [ 43 ] |

## Meteor Ireland Music Awards
| Год  | Номинируемая работа | Категория                           | Результат | Ссылка |
| ---- | ------------------- | ----------------------------------- | --------- | ------ |
| 2006 | Келли Кларксон      | Лучшая новая международная артистка | Номинация | [ 44 ] |

## MuchMusic Video Awards
| Год  | Номинируемая работа                | Категория                                    | Результат | Ссылка        |
| ---- | ---------------------------------- | -------------------------------------------- | --------- | ------------- |
| 2006 | «Behind These Hazel Eyes»          | Лучшее международное музыкальное видео       | Номинация | [ 45 ] [ 46 ] |
| 2006 | «Because of You»                   | Выбор публики: лучшая международная артистка | Победа    | [ 45 ] [ 46 ] |
| 2009 | «My Life Would Suck Without You»   | Лучшее международное музыкальное видео       | Номинация | [ 47 ]        |
| 2012 | «Stronger (What Doesn't Kill You)» | Лучшее международное музыкальное видео       | Номинация | [ 48 ]        |
| 2012 | «Mr. Know It All»                  | Самое просматриваемое видео года             | Номинация | [ 48 ]        |

## OFM Music Awards
| Год  | Номинируемая работа | Категория                | Результат | Ссылка |
| ---- | ------------------- | ------------------------ | --------- | ------ |
| 2016 | «Second Hand Heart» | Международная песня года | Победа    | [ 49 ] |

## Выбор телевизионных критиков
| Год  | Номинируемая работа  | Категория      | Результат | Ссылка |
| ---- | -------------------- | -------------- | --------- | ------ |
| 2020 | «Шоу Келли Кларксон» | Лучшее ток-шоу | Номинация | [ 50 ] |
| 2021 | «Шоу Келли Кларксон» | Лучшее ток-шоу | Номинация | [ 51 ] |
| 2022 | «Шоу Келли Кларксон» | Лучшее ток-шоу | Номинация | [ 52 ] |
| 2023 | «Шоу Келли Кларксон» | Лучшее ток-шоу | Номинация | [ 53 ] |
| 2024 | «Шоу Келли Кларксон» | Лучшее ток-шоу | Номинация | [ 54 ] |

## Голливудская «Аллея славы»
| Год  | Номинируемая работа | Категория                                            | Результат | Ссылка                      |
| ---- | ------------------- | ---------------------------------------------------- | --------- | --------------------------- |
| 2022 | Келли Кларксон      | Голливудская звезда за вклад в индустрию звукозаписи | Победа    | [ 55 ] [ 55 ] [ 56 ] [ 57 ] |

## Грейси
| Год  | Номинируемая работа  | Категория                       | Результат | Ссылка |
| ---- | -------------------- | ------------------------------- | --------- | ------ |
| 2021 | «Шоу Келли Кларксон» | Лучшее ток-шоу: развлекательное | Победа    | [ 58 ] |
| 2024 | «Шоу Келли Кларксон» | Лучшее ток-шоу: развлекательное | Победа    | [ 59 ] |

## Грэмми
| Год  | Номинируемая работа                          | Категория                                             | Результат | Ссылка        |
| ---- | -------------------------------------------- | ----------------------------------------------------- | --------- | ------------- |
| 2004 | «Miss Independent»                           | Лучшее женское вокальное поп-исполнение               | Номинация | [ 60 ]        |
| 2006 | «Since U Been Gone»                          | Лучшее женское вокальное поп-исполнение               | Победа    | [ 61 ]        |
| 2006 | «Breakaway»                                  | Лучший вокальный поп-альбом                           | Победа    | [ 61 ]        |
| 2008 | «Because of You» (с Рибой Макинтайр)         | Лучшее совместное вокальное кантри-исполнение         | Номинация | [ 62 ]        |
| 2010 | «All I Ever Wanted»                          | Лучший вокальный поп-альбом                           | Номинация | [ 63 ]        |
| 2012 | «Don’t You Wanna Stay» (с Джейсоном Алдином) | Лучшее вокальное кантри-исполнение дуэтом или группой | Номинация | [ 64 ]        |
| 2013 | «Stronger (What Doesn’t Kill You)»           | Запись года                                           | Номинация | [ 61 ] [ 65 ] |
| 2013 | «Stronger (What Doesn’t Kill You)»           | Лучшее сольное поп-исполнение                         | Номинация | [ 61 ] [ 65 ] |
| 2013 | «Stronger»                                   | Лучший вокальный поп-альбом                           | Победа    | [ 61 ] [ 65 ] |
| 2014 | «Don't Rush» (с Винс Гиллом)                 | Лучшее вокальное кантри-исполнение дуэтом или группой | Номинация | [ 66 ]        |
| 2016 | «Piece by Piece»                             | Лучший вокальный поп-альбом                           | Номинация | [ 61 ]        |
| 2016 | «Heartbeat Song»                             | Лучшее сольное поп-исполнение                         | Номинация | [ 61 ]        |
| 2017 | «Piece by Piece»                             | Лучшее сольное поп-исполнение                         | Номинация | [ 67 ]        |
| 2018 | «Love So Soft»                               | Лучшее сольное поп-исполнение                         | Номинация | [ 68 ]        |
| 2019 | «Meaning of Life»                            | Лучший вокальный поп-альбом                           | Номинация | [ 68 ]        |
| 2023 | «When Christmas Comes Around...»             | Лучший традиционный вокальный поп-альбом              | Номинация | [ 68 ]        |
| 2024 | «Chemistry»                                  | Лучший вокальный поп-альбом                           | Номинация | [ 69 ]        |

## Джуно
| Год  | Номинируемая работа | Категория                 | Результат | Ссылка |
| ---- | ------------------- | ------------------------- | --------- | ------ |
| 2006 | «Breakway»          | Международный альбом года | Номинация | [ 70 ] |

## Дневная премия «Эмми»
| Год  | Номинируемая работа  | Категория                                   | Результат | Ссылка |
| ---- | -------------------- | ------------------------------------------- | --------- | ------ |
| 2020 | «Шоу Келли Кларксон» | Выдающееся ток-шоу                          | Номинация | [ 71 ] |
| 2020 | Келли Кларксон       | Выдающаяся ведущая развлекательного ток-шоу | Победа    | [ 71 ] |
| 2021 | «Шоу Келли Кларксон» | Выдающееся ток-шоу                          | Победа    | [ 72 ] |
| 2021 | Келли Кларксон       | Выдающаяся ведущая развлекательного ток-шоу | Победа    | [ 72 ] |
| 2021 | «Cabana Boy Troy»    | Выдающаяся оригинальная песня               | Номинация | [ 72 ] |
| 2022 | «Шоу Келли Кларксон» | Выдающееся ток-шоу                          | Победа    | [ 73 ] |
| 2022 | Келли Кларксон       | Выдающаяся ведущая развлекательного ток-шоу | Победа    | [ 73 ] |
| 2023 | «Шоу Келли Кларксон» | Выдающийся дневной цикл ток-шоу             | Победа    | [ 74 ] |
| 2023 | Келли Кларксон       | Выдающийся ведущий дневного ток-шоу         | Победа    | [ 74 ] |
| 2024 | «Шоу Келли Кларксон» | Выдающийся дневной цикл ток-шоу             | Победа    | [ 75 ] |
| 2024 | Келли Кларксон       | Выдающийся ведущий дневного ток-шоу         | Номинация | [ 75 ] |